# Concha Ibáñez
Concepción Ibáñez Escobar (Canet de Mar, Barcelona, 26 de marzo de 1926- Barcelona, 22 de diciembre de 2022) conocida como Concha Ibáñez, fue una pintora y grabadora contemporánea española. Dedicada al paisajismo, ha pintado tierras de Cataluña, de Castilla, de Andalucía, de las Islas Baleares y las Canarias, de Venecia, de Grecia y del Magreb, de Cuba y de la ciudad de Nueva York. Sus ilustraciones al óleo o al grabado han acompañado obras de escritores com Baltasar Porcel, Miquel de Palol, Marta Pessarrodona, Cesáreo Rodríguez-Aguilera o Josep María Carandell.

## Biografía
Nacida en Canet de Mar, muy pronto la familia se trasladó a Barcelona, donde Ibáñez estudió pintura con el pintor Josep Oriol Baqué Mercader, y posteriormente pintura, grabado y dibujo en la Escuela Llotja con artistas como Francesc Labarta, frecuentando los ambientes de la época en el Cercle Artístic de Sant Lluc.  
La primera muestra pública de las obras de Concha Ibáñez fue en una exposición solidaria para ayudar a las familias de presos políticos, en la década de los cincuenta. Tras diversas estancias en diversas ciudades italianas, en París y en Madrid, en 1960 expuso individualmente en la Sala Jaimes de Barcelona, y con posterioridad en la Sala Abril de Madrid, y en años sucesivos en diversas galerías catalanas, en Palma de Mallorca, San Sebastián, Madrid, Milán (Italia), Viena (Austria), Bruselas (Bélgica), La Habana y Holguín (Cuba) y Nueva York. Su obra se halla en diversos museos, entre los cuales el MACBA.
Expuso (1962-1969) y fue miembro del patronato organizador del Salón de mayo de Barcelona, de 1966 a 1969. Presentó sus obras en el Salón femenino de arte actual de Barcelona. Ha recibido diversos premios, entre los cuales el primer Premio de Pintura Ciutat de L’Hospitalet (1966); el segundo Premio de la Diputación de Gerona (1967); el tercer premio de Pintura Hidalgo de Caviedes en el concurso del Museo Zabaleta, de Jaén (1973); el Premio de Pintura Donart, en Barcelona (1995); y el Premio de Artes Plásticas del Museu de la Marina de Vilassar de Mar (1997), en Barcelona. En 1999 inauguró la muestra “El siglo de las mujeres en el Mediterráneo”, organizado por el Instituto Catalán de las Mujeres. 
Ocupa un lugar destacado entre las artistas plásticas catalanas más representativas de su generación, como Emília Xargay, María Assumpció Raventós, María Girona i Benet o Montserrat Gudiol.
Su obra tiene un estilo propio. En palabras del periodista y crítico Josep María Cadena: "Concha Ibáñez es una paisajista porque desea entender el mundo en su conjunto. Podría representar otros aspectos de la vida colectiva, pero en su visión anímica de diversos paisajes consigue expresar su voluntad solidaria. Observa, siente y sintetiza al máximo porque la fuerza de la belleza abra caminos que lleves al concepto de concordia". Daniel Giralt-Miracle ha tildado su pintura de "síntesis de espacio, luz, tierra, naturaleza y arquitectura dentro de un todo bien trabado y sensible a los rasgos propios de cada lugar". Para Baltasar Porcel, "Concha Ibáñez, pintora de paisajes, casi nunca pinta un paisaje: se sirve de unos accidentes geográficos para esteoritzar su personal concepción estética y anímica ". Según el crítico Cesáreo Rodríguez-Aguilera, "con su parsimonia y su seguridad, Concha Ibáñez ha ido perfilando con caracteres propios las formas y los signos, ha enriquecido la materia, ha dado solidez al sentido arquitectural de su pintura, ha conjugado el color con moderación y con audacia ". Santos Torroella consideró que Ibáñez "practica el tacto y la geometría del arte de pintar con un fervor infrecuente, con una clara distinción que hace que en sus obras todo sea límpido y sereno, claro y preciso pero, al mismo tiempo, suave y con cariño, más mimado dulcemente que como plásticamente prisionero en su estricta captación ". El crítico José Corredor Matheos consideró que "Concha Ibáñez ha ido uniendo, con el tiempo, dos procesos que parecen contradictorios: el de una progresiva abstracción y el de una concreción mayor cada día, con el enfoque de una parcela concreta de la realidad ".
En el diccionario Ràfols se sintetiza el estilo de Concha Ibáñez: “su obra, dedicada especialmente al paisaje, está hecha de soledades y silencios, resuelta con sencillez y coloreada con dulzura, desplegando formas con matices con una cautivadora sensibilidad poética. Lo mismo cabe afirmar de sus grabados, en los que la sutil gradación de grises se alía con un sentido de la forma, invariablemente sobrio y candoroso.” La profesora Maria Lluïsa Faxedas ha escrito: "Los paisajes de Ibáñez prescinden del detallismo y buscan una esencialidad que desemboca en una pintura ascética, geométrica y depurada. Los cromatismos armónicos y poco estridentes, pero claramente diferenciados en función del lugar que pinta (tonos terrosos en las imágenes del Vallés, azulados en la serie de los olivos de Jaén, grises en las vistas del Lanzarote volcánico...), contribuyen al equilibrio y la serenidad de sus pinturas. En el caso de las visiones castellanas, declina todas las variantes del amarillo y de los ocres, en un intento de trasladar al lienzo su percepción de la tierra labrada, un paisaje que ella misma ha afirmado que lo que más le gusta de la naturaleza".